# Участок № 26
Уча́сток № 26 — посёлок в Таловском районе Воронежской области.
Административный центр Шанинского сельского поселения.

## География

### Улицы
| - ул. Вишневая - ул. Ленина - ул. Мира - ул. Молодежная - ул. Молодоженов - ул. Первомайская | - ул. Полевая - ул. Проезжая - ул. Садовая - ул. Солнечная - ул. Строительная - ул. Тамбовская | - пер. Старая Мельница - пер. Школьный |

## Население
| 2010 |
| ---- |
| 782  |

## Инфраструктура
В поселке имеются:
- Сельское отделение почтовой связи, улица Ленина, 1.
- Многофункциональный центр, улица Ленина, 1а.
- Шанинская поселенческая библиотека, улица Мира, 9а.
- Шанинская средняя общеобразовательная школа, улица Мира, 9а.[2]